# Walckenaeria mexicana
Walckenaeria mexicana là một loài nhện trong họ Linyphiidae. Loài này phân bố ở México.